# Rublo sovietico
Il rublo sovietico (in russo советский рубль?) è stata la valuta ufficiale dell'Unione Sovietica. Un rublo era diviso in 100 kopeki, kopecki, o copechi (in russo копе́йка?, plurale копе́йки).

## Etimologia
La parola "rublo" deriva dal verbo slavo рубить, (rubit'), che significa tagliare. Storicamente, il rublo era un pezzo tagliato da un lingotto di argento (grivna), da qui il nome.

## Rublo nell'Unione Sovietica
La valuta sovietica aveva un nome diverso in ogni lingua dell'Unione Sovietica, talvolta anche abbastanza differente dal nome russo. Tutte le banconote recavano il nome e il valore nominale in ogni lingua delle repubbliche dell'Unione Sovietica. Il nome attuale di diverse valute dell'Asia centrale è semplicemente il nome locale del rublo.
Il nome della moneta nelle lingue ufficiali delle 15 repubbliche, in ordine in cui apparivano nelle banconote:
| Lingua     | In lingua locale | In lingua locale | Traslitterazione | Traslitterazione |
| Lingua     | rublo            | kopek            | rublo            | kopek            |
| ---------- | ---------------- | ---------------- | ---------------- | ---------------- |
| Russo      | рубль            | копейка          | rubl'            | kopejka          |
| Ucraino    | карбованець      | копійка          | karbovanec'      | kopijka          |
| Bielorusso | рубель           | капейка          | rubiel'          | kapiejka         |
| Uzbeko     | сўм              | тийин            | so'm             | tiyin            |
| Kazako     | сом              | тиын             | som              | tiyn             |
| Georgiano  | მანეთი           | კაპიკი           | manati           | k'ap'ik'i        |
| Azero      | манат            | гəпик            | manat            | qəpik            |
| Lituano    | rublis           | kapeika          | —                | —                |
| Moldavo    | рублэ            | копейкэ          | rublă            | copeică          |
| Lettone    | rublis           | kapeika          | —                | —                |
| Kirghiso   | сом              | тыйн             | som              | tyin             |
| Tagiko     | сӯм              |                  | sūm              |                  |
| Armeno     | ռուբլի           | կոպեկ            | roubli           | kopek            |
| Turkmeno   | манат            |                  | manat            |                  |
| Estone     | rubla            | kopikas          | —                | —                |

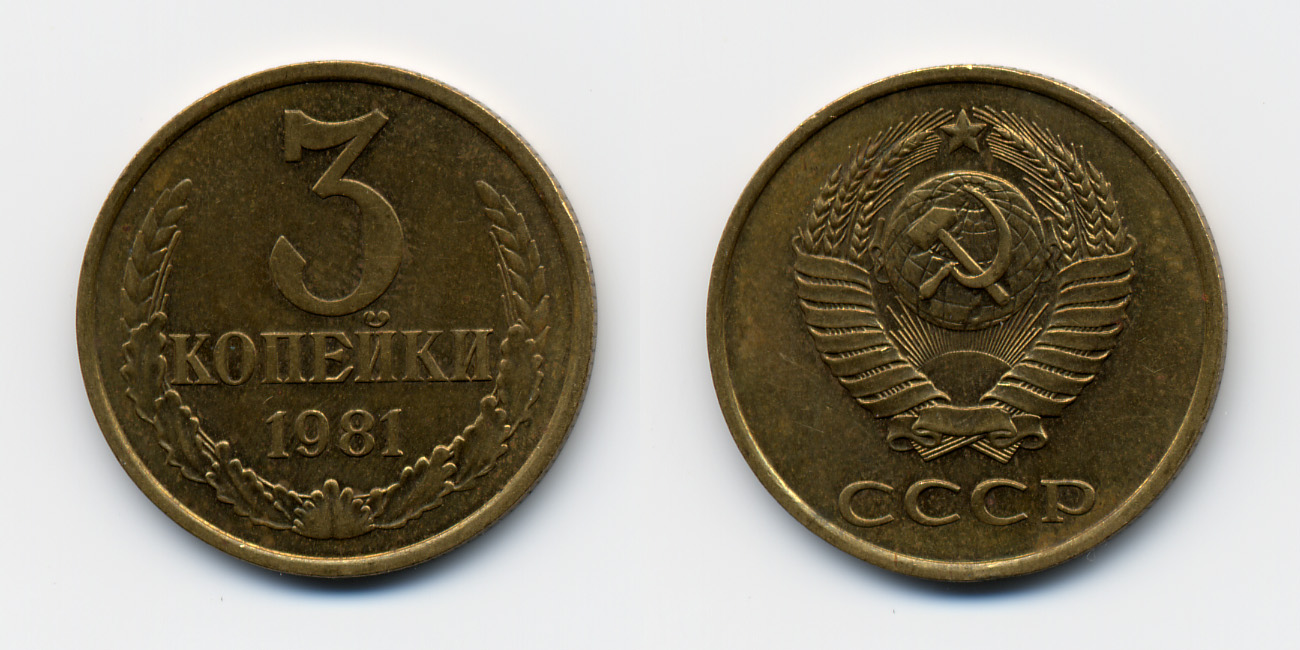
1981, moneta tra 3 copechi.

È da notare che la scrittura in lingua uzbeka, azera, moldava e turkmena è passata dal cirillico all'alfabeto latino nel periodo del collasso dell'Unione Sovietica.

## Sostituzione delle valute nell'ex Unione Sovietica
Poco dopo la caduta dell'Unione Sovietica nel 1992, furono introdotte valute locali nei nuovi Stati indipendenti. Gran parte delle nuove economie erano deboli, pertanto molte delle nuove valute subirono cambiamenti e riforme, tra cui modifiche di nome e tassi di conversione.
| Stato                           | Nuova valuta | Tasso di conversione dal rublo | Data di introduzione | Ulteriore modifica del nome | Adesione all'UE |
| ------------------------------- | ------------ | ------------------------------ | -------------------- | --------------------------- | --------------- |
| Armenia                         | Dram         | 200                            | 22 novembre 1993     | NO                          | NO              |
| Azerbaigian                     | Manat        | 10                             | 15 agosto 1992       | SÌ                          | NO              |
| Bielorussia                     | Rublo        | 10                             | Maggio 1992          | SÌ                          | NO              |
| Estonia                         | Corona       | 10                             | 20 giugno 1992       | NO                          | SÌ              |
| Georgia                         | Lari         | 1                              | 5 aprile 1993        | SÌ                          | NO              |
| Kazakistan                      | Tenge        | 500                            | 15 novembre 1993     | NO                          | NO              |
| Kirghizistan                    | Som          | 200                            | 10 maggio 1993       | NO                          | NO              |
| Lettonia                        | Rublis       | 1                              | 7 maggio 1992        | SÌ                          | SÌ              |
| Lituania                        | Talona       | 1                              | Agosto 1991          | SÌ                          | SÌ              |
| Moldova, esclusa Transnistria 1 | Cupon        | 1                              | 1992                 | SÌ                          | NO              |
| Transnistria                    | Rublo        | 1                              | 1994                 | SÌ                          | NO              |
| Tagikistan                      | Rublo        | 100                            | 10 maggio 1995       | SÌ                          | NO              |
| Turkmenistan                    | Manat        | 500                            | 1º novembre 1993     | NO                          | NO              |
| Ucraina                         | Karbovanec'  | 1                              | 10 gennaio 1992      | SÌ                          | NO              |
| Uzbekistan                      | Som          | 1                              | 15 novembre 1993     | SÌ                          | NO              |